# Josephoartigasia
Josephoartigasia es un género extinto de roedores histricomorfos de la familia Dinomyidae. Eran roedores gigantes que vivieron en el Plioceno temprano a tardío, hace entre cuatro a dos millones de años en lo que hoy es Uruguay.

## Especies
El género consta de dos especies:
- Josephoartigasia magna† (J. C. Francis & Mones, 1966)
- Josephoartigasia monesi† (Blanco & Rinderknecht, 2007)

## Etimología
El género, llamado en un principio Artigasia fue descrito por primera vez por los paleontólogos Álvaro Mones y J. C. Francis en 1966 con el hallazgo de un fósil de  J. magna en las Barrancas de San Gregorio, San José, en el sur del Uruguay.
En 2007 el nombre de este género fue cambiado ya que era utilizado para referirse a una especie de nemátodos. El nuevo nombre elegido fue Josephoartigasia, como una forma de homenajear al prócer uruguayo José Artigas.